# کوئنتین انگاکوتو
کوئنتین انگاکوتو (انگلیسی: Quentin N'Gakoutou؛ زادهٔ ۱۰ مهٔ ۱۹۹۴) بازیکن فوتبال اهل جمهوری آفریقای مرکزی است.
از باشگاه‌هایی که در آن بازی کرده‌است می‌توان به باشگاه فوتبال رویال یونیون سنت ژیل و باشگاه فوتبال لوزان-اسپورت اشاره کرد.
وی همچنین در تیم‌های ملی فوتبال France national under-16 football team، زیر ۱۷ سال فرانسه، و جمهوری آفریقای مرکزی بازی کرده‌است.